# The Sound of Arrows
The Sound of Arrows (en español: El Sonido de las Flechas) es un grupo sueco de música electrónica compuesto por Stefan Storm y Oskar Gullstrand, ambos de Gävle (Suecia). Hacen música en la que mezclan sintetizadores como instrumento principal y secundario. Su estilo musical es muy parecido al del grupo Maniobras Orquestales en la Oscuridad o Pet Shop Boys. Aunque anteriormente se habían dedicado a hacer remixes más que dedicarse a su propia. En 2010, hicieron un remix de la canción Alejandro de la famosa Lady Gaga.
Su álbum debut, Voyage, fue lanzado en el año 2011 después de dos años de retraso de lo planeado desde un primer momento.

## Discografía

### Álbumes de estudio
- 2011 - Voyage
- 2017 - Stay Free

EP
- 2008 - Danger!
- 2009 - M.A.G.I.C.

### Sencillos
- 2017 - Beautiful Life
- 2009 - Into the Clouds
- 2011 - Nova
- 2011 - Magic
- 2011 - Wonders